# 魚ちゃん
魚ちゃん（さかなちゃん）は韓国出身の女性占い師。東京都新宿区の朝鮮料理店「三姉妹+1」の元女将。
日本に来て新大久保で「三姉妹+1」という朝鮮料理店を始め、客への無料サービスで占いを始めた。「運命激辛鑑定士」と称した強烈なアドバイスが受け、各種テレビでの出演が増えるようになった。現在は店をたたんでいる。